# 경희중학교
경희중학교(慶熙中學校)는 대한민국 서울특별시 동대문구 회기동에 있는 사립 중학교이다.

## 학교 연혁
- 1959년 12월 12일 : 학교법인 고황재단 이사장 조영식 박사에 의하여 경희대학교 병설 남녀 공학 경희중·고등학교 설립
- 1960년 2월 9일 : 경희중·고등학교 설립인가, 중·고교 각 18학급
- 1960년 4월 15일 : 개교식(중학교 8학급 196명 입학) 및 재단이사장 조영식 박사가 초대 교장 취임
- 1960년 9월 10일 : 교사신축 총 3,133평 중 제1차 공사 1,184평의 교사 낙성
- 1962년 10월 12일 : 제2차 증축공사에 의한 교사 연 2,368평의 교사 낙성
- 1962년 12월 22일 : 남녀공학에서 남녀학교로 각각 분리, 남자중학교 총 15학급 인가
- 1963년 1월 24일 : 제1회 졸업식 거행(174명)
- 1964년 11월 5일 : 제3차 공사 4층 강당 포함 교사 총 3,123평 전 교사 완공
- 1969년 3월 1일 : 학교기구 개편으로 중·고등학교 분리
- 1998년 12월 12일 : 각 학년 7학급씩 21학급으로 감축 인가
- 2005년 9월 1일 : 학교도서관 리모델링 완료
- 2008년 5월 14일 : 인조잔디 운동장 개장
- 2014년 3월 2일 : 서울형 자유학기제 연구학교 운영
- 2017년 3월 1일 : 제12대 윤희정 교장 취임
- 2023년 2월 10일 : 제61회 졸업식(174명, 총 22,420명)

## 참고 자료
- 경희중학교 - 한국교육학술정보원 학교알리미